# Zoppas
La Ferdinando Zoppas S.p.A., nota semplicemente come Zoppas, è stata un'azienda italiana produttrice di elettrodomestici di Conegliano, in provincia di Treviso, attiva dal 1923 al 1973, quando fu assorbita dalla Zanussi di Pordenone, della quale era sotto il controllo dal 1970 e di cui seguì le sorti, passando nel 1984 sotto il controllo della multinazionale svedese Electrolux.

## Storia
L'impresa nacque su iniziativa del signor Ferdinando Zoppas, un venditore ambulante originario di San Vendemiano, in provincia di Treviso, che nel 1923, nella vicina Conegliano, aprì un negozio di ferramenta sotto la ragione sociale Zoppas Ferdinando & Figli. Dopo appena un anno dall'avvio dell'attività, nel 1924, Zoppas morì e la conduzione del negozio passò ai suoi tre figli, Francesco (1902-1971), Riccardo Augusto (1903-1971) e Luigi (1906-1970), che con il supporto dello zio materno Luigi Buzzati, lo trasformarono in un'officina per la riparazione e la commercializzazione di stufe e cucine a carbone e a legna, per la gran parte importate dalla Germania.
Nel 1925, in uno stanzone affittato con l'aiuto di tre apprendisti, fu costruita la prima cucina economica, in parte in ghisa, ricoperta di piastrelle. Venne chiamata "economica", ma in realtà poche famiglie potevano permettersela, in un contesto come quello della Marca Trevigiana nel primo dopoguerra, caratterizzato da molta povertà e tanta emigrazione. Nello stesso periodo fu ideato dal Buzzati il marchio Zoppas caratterizzato dalla lettera Z a carattere gotico (ℨ), impresso su ogni cucina che usciva dall'officina. Nel 1930, fu lanciata la cucina a legna modello Augusta, costruita in lamiera, con le sole parti esposte al fuoco in ghisa, che fece le fortune dell'impresa e che venne imitato da altri produttori. L'officina crebbe e da semplice bottega si trasformò in una ditta artigiana che impiegava circa 100 operai, e nel 1935, il catalogo Zoppas comprendeva otto modelli. L'anno seguente, nel 1936, fu avviata la fabbricazione delle grandi cucine per comunità interne e per quelle d'oltremare dell'Italia fascista.
Nel corso della Seconda guerra mondiale, Zoppas dovette adeguarsi e convertire la propria attività, che consisteva nella produzione di cassette per le munizioni e cucine da campo per l'esercito tedesco. Nel 1946, i fratelli Zoppas fecero costruire una smalteria ed una fonderia interna, e la loro ditta riprese la sua produzione di cucine. Nel 1948, alla Fiera di Milano, la ditta coneglianese presentò il modello di cucina 48 per legna e carbone, leggera e smaltata, e che venne imitata da molti concorrenti, contro i quali gli Zoppas dovettero intraprendere azioni legali. La diffusione delle bombole GPL negli anni cinquanta, portò alla produzione dei primi fornelli a gas, a cui poi si aggiunse quella dei frigoriferi nel 1954, e quella delle lavatrici nel 1955. Zoppas in quel periodo arrivò a contare 1.500 addetti, e tra il 1956 e il 1958, fu ingrandito lo stabilimento di Conegliano la cui superficie coperta raggiunse i 50.000 m², che comprendeva oltre alla catena di montaggio, la sala mensa per i lavoratori, gli uffici amministrativi, i laboratori e i magazzini. La produzione giornaliera raggiunse la quantità di 2.000 apparecchiature. Nel 1956, a Oderzo fu costituita la SOLE - Società Opitergina Lavorazioni Elettroplastiche, che realizzava componenti plastici, motori elettrici, lucidatrici ed aspirapolvere con marchio Zoppas.
Nel 1961, avvenne la trasformazione in società per azioni e la ragione sociale divenne Ferdinando Zoppas S.p.A., e a quell'anno lo stabilimento di Conegliano risultava essere ulteriormente ingrandito, arrivando ad una superficie di 100.000 m² coperti, inoltre, sei anni più tardi, nel 1967, occuperà 3.949 dipendenti. Fu ampliata la produzione a quella dei piatti doccia e delle vasche da bagno, e nel 1964, Zoppas realizzò la prima lavastoviglie di produzione italiana (la Stovella). Gli anni del boom economico furono il periodo di maggior espansione della Zoppas, che riuscì anche ad esportare i propri prodotti all'estero: nel periodo 1963-67, furono aperti la fonderia a San Fior, lo stabilimento IRCA per la produzione di resistenze a San Vendemiano, e a Susegana, uno stabilimento per la produzione di frigoriferi, lavatrici e lavastoviglie, cosicché la forza lavoro complessiva contava oltre 6.000 unità. Nel periodo 1960-67, furono aperte le filiali nelle città di Padova, Firenze, Milano, Torino, Napoli, Bologna, Parma, Genova, Udine, Roma, Catanzaro, Verona e Montesilvano.
Nel 1969, Zoppas tentò di espandersi con l'acquisto dell'azienda milanese Triplex, con stabilimento a Solaro, ma tale operazione ebbe gravi ripercussioni sulla situazione finanziaria dell'azienda veneta. I cospicui investimenti effettuati per l'apertura dello stabilimento di Susegana e l'acquisizione di Triplex, mandarono in crisi l'azienda, che perciò nel 1970 venne ceduta alla Zanussi di Pordenone, divenuta all'epoca il maggior produttore nazionale di elettrodomestici. Tre anni più tardi, nel 1973, fu attuata la fusione per incorporazione della Zoppas nel gruppo friulano, il quale, nel 1984, venne poi integralmente rilevato dalla multinazionale svedese Electrolux.

## Informazioni e dati
La Ferdinando Zoppas S.p.A., azienda con sede a Conegliano, in provincia di Treviso, produceva e commercializzava elettrodomestici, ed era una delle maggiori aziende italiane del settore.
Nel 1972, ha realizzato un fatturato di 63 miliardi di lire ed una perdita d'esercizio di 5,6 miliardi, e contava 4.400 dipendenti.
Dal 1995 è un marchio regionale della multinazionale svedese Electrolux, proprietaria dal 1984 di tutto il gruppo Zanussi.